# Vailhourles
Vailhourles – miejscowość i gmina we Francji, w regionie Oksytania, w departamencie Aveyron. W 2013 roku jej populacja wynosiła 730 mieszkańców. 